# Route 8 (Uruguay)
Pour les articles homonymes, voir Route 8.
La route 8 (espagnol : ruta 8) est l'une des routes nationales de l'Uruguay.
Elle traverse le pays du sud au nord, en passant par les départements de Montevideo, Canelones, Lavalleja, Treinta y Tres, Cerro Largo. Il a été désigné sous le nom du Général de Brigade Juan Antonio Lavalleja, par la loi 14361 du 17 avril 1975.

## Parcours
Cette route commence son parcours en tant que tel dans le quartier de Punta de Rieles à Montevideo, bien que son kilomètre zéro soit situé sur la Plaza Cagancha au centre de la ville de Montevideo, et se termine dans la ville d'Aceguá, dans le département de Cerro Largo près de la frontière avec le Brésil, en liaison avec la route BR-153.
La route 8 traverse trois capitales départementales : Minas, Treinta y Tres et Melo et communique avec d'autres villes grâce à des jonctions avec : la route 11, la route 9 et la route 26, entre autres.

## Principales localités liées
- Montevideo : Montevideo
- Canelones : Barros Blancos, Pando, Empalme Olmos
- Lavalleja : Solís de Mataojo, Minas, Mariscala, Pirarajá et José Pedro Varela.
- Treinta y Tres : Treinta y Tres
- Cerro Largo : Arbolito, Melo, Isidoro Noblia et Aceguá

## Péages
La route possède plusieurs péages :
| Nom       | Département | Nombre de km | Propriétaire                       |
| --------- | ----------- | ------------ | ---------------------------------- |
| Soca      | Canelones   | 50,50 km     | Camino a las Sierras S.A.          |
| Cebollatí | Lavalleja   | 206,250 km   | Corporación Vial del Uruguay (CVU) |

## Caractéristiques
Seul le premier tronçon de la route est à double voie, de Montevideo jusqu'au 46e kilomètre, près de sa jonction avec la route 11, puis continue comme une route simple très bien entretenue en termes de signalisation et avec de larges accotements en bon état, la route est en excellent état pour le trafic. Jusqu'à la ville de Minas, le type de chaussée est principalement en béton.
État et type de construction de la route selon la section 4 :
| Section                            | Type de réseau         | Type de construction   | État      |
| ---------------------------------- | ---------------------- | ---------------------- | --------- |
| Punta de Rieles (Montevideo)-Pando | Corridor international | Hormigón               | Très bon  |
| Pando-Empalme Route 9              | Corridor international | Revêtement en asphalte | Très bon  |
| Empalme Route 9-Minas              | Corridor international | Hormigón               | Très bon  |
| Minas-Treinta y Tres               | Corridor international | Revêtement en asphalte | Muy bueno |
| Treinta y Tres-Melo                | Route principale       | Traitement bitumineux  | Très bon  |
| Melo-Aceguá                        | Route principale       | Traitement bitumineux  | Très bon  |

### Travaux

#### Échangeur sur la route 11
En 2005, un échangeur a été inauguré à la jonction des routes 8 et 11. La structure de 80 mètres de long articule un flux de 2 500 à 3 000 véhicules par jour. La majeure partie est enregistrée pendant les mois d'été car il s'agit du passage vers l'est et de l'entrée d'Atlántida, qui est la principale station balnéaire de Canelones.

#### By Pass de Pando
En décembre 2012 a été inauguré le travail connu sous le nom de « By Pass de Pando », qui comprend trois kilomètres et demi de nouvelle route, qui ont été exécutés à partir de l'intersection de la route 101 et de la route 8. Il a trois ronds-points et se termine à la route 8, où le Polo Tecnológico de Pando (avant le pont sur l'arroyo Pando). Les trois ronds-points correspondent aux intersections avec la route 101, l'Avenida España et le rond-point de liaison avec l'ancienne route. Les travaux comprenaient également un pont de 60 mètres sur l'arroyo Frasquito. Ces travaux permettent la décongestion du trafic sur l'avenue Roosevelt, qui est l'artère principale de la ville de Pando (cette avenue correspond à l'ancien tracé de la route 8),.

#### Voie rapide Pando-Route 11
En 2018, l'extension de la double voie a été inaugurée dans le tronçon compris entre le contournement de la ville de Pando et l'échangeur avec la route 11. Les travaux ont coûté 25 millions de dollars et consistent en deux nouvelles voies de circulation de 3,6 mètres de large chacune, avec un accotement intérieur d'un mètre et un accotement extérieur de deux mètres. En outre, un pont de 166 mètres de long a été construit sur l'arroyo Pando, une piste cyclable et un passage souterrain ferroviaire à Empalme Olmos,.